# Lintot-les-Bois
Lintot-les-Bois település Franciaországban, Seine-Maritime megyében. Lakosainak száma 197 fő (2022. január 1.). Lintot-les-Bois Bertreville-Saint-Ouen, Criquetot-sur-Longueville, Crosville-sur-Scie, Dénestanville és Omonville községekkel határos.

## Népesség
A település népességének változása:
| Lakosok száma | 187  | 182  | 178  | 181  | 184  | 187  | 188  | 189  | 197  |
|               | 2013 | 2015 | 2016 | 2017 | 2018 | 2019 | 2020 | 2021 | 2022 |